# Micromitrium subaequinoctale
Micromitrium subaequinoctale är en bladmossart som beskrevs av Marshall Robert Crosby 1968. Micromitrium subaequinoctale ingår i släktet Micromitrium och familjen Ephemeraceae. Inga underarter finns listade i Catalogue of Life.